# Maximiliano Padilla
Maximiliano Padilla (Rosario de la Frontera, provincia de Salta, Argentina; 29 de agosto de 1994) es un futbolista argentino. Juega de defensa y su equipo actual es Quilmes que disputa la Primera Nacional de Argentina.

## Trayectoria

### Inicios
Realizó las divisiones inferiores en el Club Atlético Boca Juniors, y llegó a disputar un Campeonato Mundial con la Selección Sub-17 de Argentina.

## Selección nacional

### Participaciones con la selección
| Torneo                      | Sede    | Resultado        |
| --------------------------- | ------- | ---------------- |
| Sudamericano Sub-17 de 2011 | Ecuador | Tercer puesto    |
| Mundial Sub-17 de 2011      | México  | Octavos de final |

### Goles internacionales
No incluye partidos amistosos.
| 1 | Estadio Hidalgo, México | Inglaterra | 1-0 | 1-1 (2:4) | Copa Mundial de Fútbol Sub-17 de 2011 |

## Clubes
| Club                      | País      | Año       | PJ | Goles |
| ------------------------- | --------- | --------- | -- | ----- |
| Boca Juniors              | Argentina | 2013-2016 | 0  | 0     |
| Atlético Progreso         | Argentina | 2016-2017 | 30 | 6     |
| Normal Rosario            | Argentina | 2018-2019 | 10 | 4     |
| Central Norte             | Argentina | 2019-2020 | 11 | 1     |
| Estudiantes de Río Cuarto | Argentina | 2020-2022 | 54 | 5     |
| Gimnasia de Mendoza       | Argentina | 2023-2024 | 62 | 8     |
| Quilmes                   | Argentina | 2025-act. | 5  | 0     |